# Bahnhof Szeged

Der Bahnhof Szeged ist der größte Personenbahnhof der ungarischen Stadt Szeged.

## Lage
Der Bahnhof befindet sich südlich das Stadtzentrums von Szeged auf der rechten Seite der Theiß. Weitere Personenbahnhöfe in Szeged sind Szeged-Rókus und Újszeged. Die Verbindung nach Újszeged ist seit der Zerstörung der Eisenbahnbrücke über die Theiß im Zweiten Weltkrieg unterbrochen. Umgangssprachlich wird der Bahnhof auch Szeged Nagyállomás („Szeged Großbahnhof“) zur Unterscheidung vom Bahnhof Szeged-Rókus bezeichnet. Die Straßenbahn Szeged bedient den Bahnhof mit ihren Linien 1 und 2, die auf dem Vorplatz eine Wendeschleife befahren.

## Betrieb

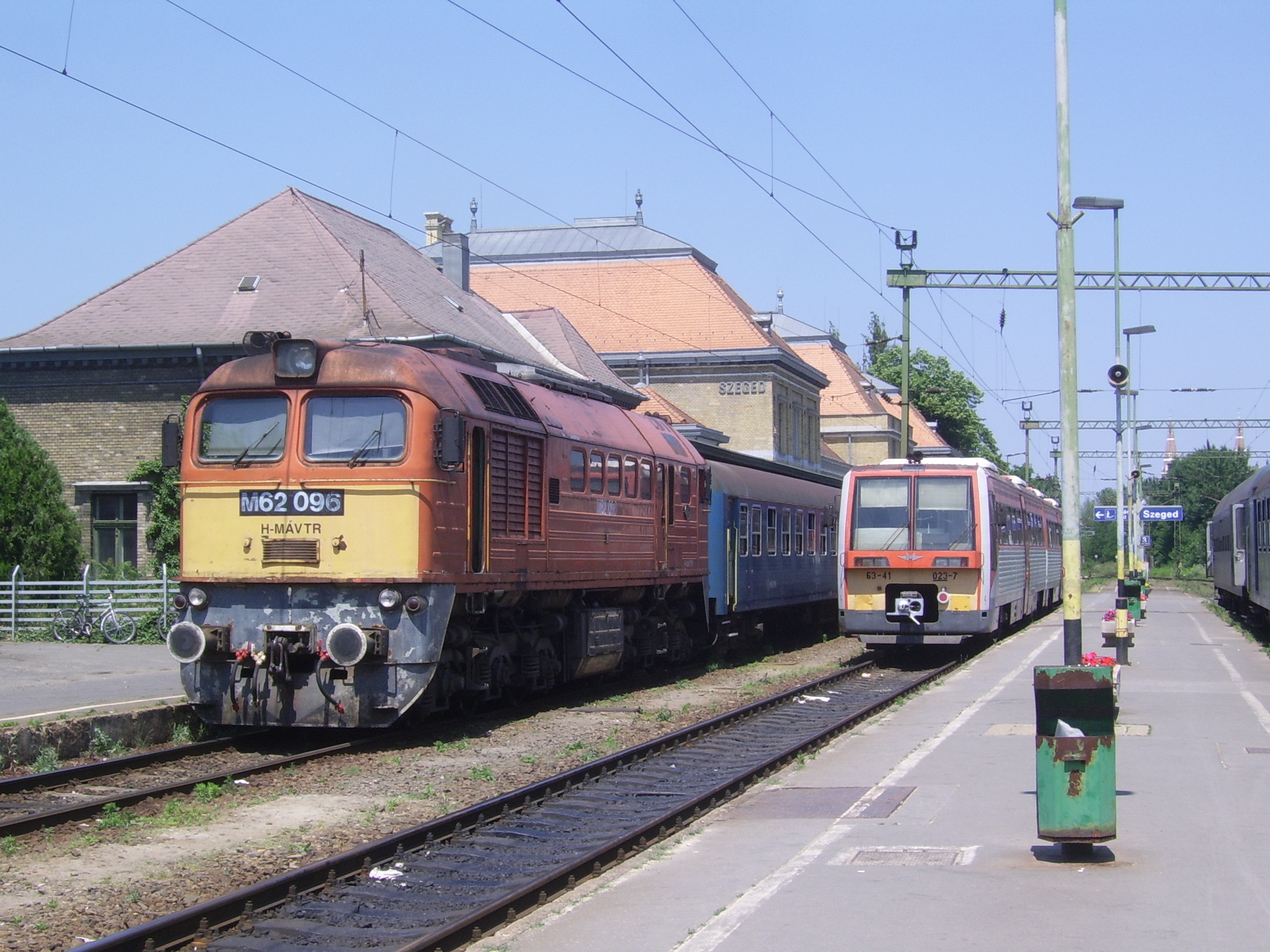
Reisezüge an den Bahnsteigen (2011)

Über die Bahnstrecke Cegléd–Szeged verkehren stündlich InterCitys nach Budapest, in den Hauptverkehrszeiten zudem Personenzüge nach Kiskunfélegyháza. Über die Verbindungsbahn zum Bahnhof Szeged-Rókus an der Bahnstrecke Oradea–Osijek verkehren stündlich Personenzüge nach Békéscsaba. Bis 2015 bestanden auch Verbindungen ins serbische Horgoš; Verbindungen nach Rumänien bestehen nicht mehr. Über die unterbrochene Bahnstrecke Szeged–Timișoara verkehrten bis Juli 2023 lediglich Personenzüge ab dem Bahnhof Újszeged nach Mezőhegyes, seitdem ruht der Personenverkehr.